# Brachypelma albopilosum
La tarántula ondulada de Honduras (Brachypelma albopilosum, del latín albus, "blanco" y pilum, "pelo") es una especie de araña migalomorfa de la familia Theraphosidae, con un tono oscurecido y unos largos pelos sensitivos.
El dimorfismo sexual es marcado, el macho suele ser más pequeño que la hembra y la reproducción en cautividad es sencilla. Su mantenimiento en cautiverio está muy extendido y es similar a las demás tarántulas del género Brachypelma. Tienen un veneno leve y lanzan unos molestos pelos urticantes, pero son dóciles. La hembra puede vivir hasta treinta años.